# Lila dice
Lila dice (2004) es una película dirigida por Ziad Doueiri y protagonizada por Vahina Giocante y Mohammed Khouas. Está basada en la novela La voz de Lila, publicada por Chimo, y precisamente el actor que le encarna ganó el premio al Mejor actor en el Festival de Cine de Gijón.

## Algo breve sobre Lila
Lila (Vahina Giocante) es una preciosa rubia de 16 años que acaba de mudarse con su tía, que está un poco loca, a un barrio popular poblado sobre todo por familias árabes. Dos amigos se enamoran de ella. Uno es el narrador de la película, el poético, tranquilo y apuesto Chimo (Mohammed Khouas); el otro es Mouloud (Karim Ben Haddou), el prototipo del árabe chulo nacido en Europa. Lila se acerca a Chimo e insiste en que mire debajo de su falda. A partir de ahí empieza un juego de seducción mientras Lila demuestra lo que puede decir una joven con una sonrisa inocente. Mantienen su relación en secreto hasta que Mouloud la sorprende. 
Lila se va y Chimo madura de golpe, por fin se atreverá a hablar.

## Reparto
- Vahina Giocante - Lila
- Mohammed Khouas - Chimo
- Karim Ben Haddou - Mouloud
- Carmen Lebbos - Madre de Chimo
- Edmonde Franchi - Tía de Lila
- Lotfi Chakri - Bakary
- Hamid Dkhissi - Big Jo
- Gandhi Assad - Sammy
- Dominique Bluzet - Sacerdote
- Stéphanie Fatout - Claire Soulier
- Barbara Chossis - Prostituta
- Bruno Esposito - Policía detective

## Premios y nominaciones

### Gijón International Film Festival
| Año  | Categoría               | Persona         | Resultado |
| ---- | ----------------------- | --------------- | --------- |
| 2004 | Mejor actor             | Mohammed Khouas | Ganador   |
| 2004 | Mejor guion             | Ziad Doueiri    | Ganador   |
| 2004 | Gran Premio de Asturias | Ziad Doueiri    | Nominado  |

### Satellite Awards
| Año  | Categoría                                | Persona      | Resultado |
| ---- | ---------------------------------------- | ------------ | --------- |
| 2005 | Satellite a la mejor película extranjera | Ziad Doueiri | Nominado  |

### Mons International Festival of Love Films
| Año  | Categoría           | Persona      | Resultado |
| ---- | ------------------- | ------------ | --------- |
| 2005 | Premio de audiencia | Ziad Doueiri | Ganador   |

### Verona Love Screens Film Festival
| Año  | Categoría         | Persona      | Resultado |
| ---- | ----------------- | ------------ | --------- |
| 2005 | Premio del jurado | Ziad Doueiri | Ganador   |